# Bernard Coy
Bernard Paul Coy (Kentucky, 13 febbraio 1900 – Alcatraz, 2 maggio 1946) è stato un criminale statunitense che, per i suoi numerosi furti, diventò uno dei prigionieri più conosciuti di Alcatraz, grazie anche ad un progetto di fuga fallito dalla stessa prigione, il 2 maggio 1946.

## Biografia
Coy nacque nel Kentucky e fin dall'infanzia cominciò a compiere vari crimini. Durante la depressione del 1937, fu condannato a 25 anni di reclusione ad Atlanta. Fu poi trasferito ad Alcatraz, nel 1938. Il 2 maggio 1946, Coy, insieme a Joe Cretzer, Marvin Hubbard, Sam Shockley, Miran Thompson e Clarence Carnes progettarono un piano di fuga, durante la "Battaglia di Alcatraz" da loro innescata; rubarono una pistola ad una guardia, la presero in ostaggio insieme ad alcune altre, e poi fuggirono. I prigionieri riuscirono anche a procurarsi un fucile ma il tentativo di fuga si rivelò deludente per via di una guardia che era riuscita a serrare le porte impedendo loro di proseguire. I fuggiaschi trattennero per molto l'ostaggio, ma alla fine le guardie riuscirono a liberare il loro collega, uccidendo Coy. Coy venne poi sepolto nel Woodlawn Memorial Park a Colma, in California. 